# روابط ایران و اکوادور
روابط ایران و اکوادور به روابط میان ایران و اکوادور اشاره می‌کند. در زمان ریاست جمهوری احمدی‌نژاد و رافائل کورئا روابط دوجانبه بین دو کشور مجدداً برقرار و تقویت شد. در پی این روابط هر دو کشور در پایتخت یکدیگر سفارت احداث کردند.

## تاریخچه
دولت ونزوئلا به ریاست جمهوری هوگو چاوز به ایجاد روابط میان ایران و اکوادور کمک کرد.
رافائل کورئا در آذر ماه سال ۱۳۸۷ از تهران بازدید کرد و طی این دیدار چندین سند تفاهم با دولت ایران امضا کرد و اعلام کرد که دو کشور در دی ماه همان سال سفارت‌هایی در پایتخت یکدیگر احداث می‌کنند. با توجه به تضادهای سیاسی میان اکوادور و کلمبیا بر سر اتهام یورش کمپ فارک در اکوادور، برخی گزارش‌ها گمانه زنی‌هایی دربارهٔ خرید سلاح از ایران را مطرح کردند.همچنین کورئا به عنوان یکی از کشورهای عضو آلبا حمایتش از دولت ایران را در خرداد ۱۳۸۸ اعلام کرد.

## روابط نظامی
در پی سیاست‌های جدید اکوادور تحت رهبری کورئا، این کشور به دنبال یک شریک غیرسنتی اسلحه برای تأمین نیازهای نظامی خود بود. در حالی که اکوادور اولین کشور خارجی بود که از هیندوستان آیروناتیکس سلاح خریداری کرده بود، به نظر می‌رسید بخواهد مهماتش را از ایران تأمین کند. در سال ۱۳۸۷ کورئا اعلام کرد که مشکلات فراوانی در مرز شمالی اش با کلمبیا دارد و ایران می‌تواند از اکوادور حمایت و پشتیبانی کند.
خاویر پُنس، وزیر دفاع اکوادور، اعلام کرد که این کشور به دنبال تقویت صنایع دفاعی خود با همکاری ایران است و گفت: «ما سیاست‌های خودمان، موقعیت‌های استراتژیک جغرافیایی خودمان و علاقه‌مندی‌های خودمان را داریم، به‌طور مثال با ایران، که فناوری اطلاعاتمان و استراتژی‌های دفاع ملی ما را تقویت می‌کند.»

## روابط اقتصادی
روابط اقتصادی میان دو کشور در زمان ریاست جمهوری محمود احمدی‌نژاد توسعه یافت. ایران در اکوادور، مانند دیگر کشورهای آمریکای لاتین، اقدام به سرمایه‌گذاری اقتصادی کرد و در عوض اکوادور کالاهای ایرانی بزرگ‌ترین واردات کشورش قرار داد و از این حیث ایران جایگزین پرو شد. مبادلات تجاری میان دو کشور از مقدار ناچیز ۸ میلیون دلار در سال ۱۳۸۶ به رقم ۱۶۸ میلیون دلار در سال ۱۳۸۷ افزایش یافت.
در سال ۱۳۸۸، ایران، برای احداث دو نیروگاه جدید، وام ۴۰ میلیون دلاری به اکوادور پرداخت.
ایران و اکوادور همچنین در زمینه‌های صنعت خودروسازی ایران، کشاورزی و بندری با یکدیگر همکاری کردند.